# Attack of the 50 Foot Woman
Attack of the 50 Foot Woman (br: O Ataque da Mulher de 15 Metros; pt: Ataque da Mulher Gigante) é um filme estadunidense de 1958 do gênero ficção científica, produzido por Bernard Woolner para a Allied Artists Pictures e dirigido por Nathan Juran (creditado como Nathan Hertz). Roteiro de Mark Hanna e música original de Ronald Stein.
O filme foi lançado na esteira de outros da época que exploraram histórias com pessoas e outros seres que sofreram alterações de tamanho, tais como The Amazing Colossal Man e The Incredible Shrinking Man, mas apresentando dessa vez uma mulher como protagonista.
No Internet Archive esta disponibilizada uma cópia para download sob a licença "Creative Commons license: Attribution-NonCommercial-NoDerivs".

## Enredo
Nancy Archer é uma herdeira rica e ex-alcoólica que ama seu marido Harry. Esse só quer o dinheiro dela e deseja sua morte para dividir a fortuna com a amante "Honey" Parker. Quando Nancy chega certa noite à cidade, dizendo ter sido perseguida por um satélite com um gigante alienígena a bordo, Harry percebe que é a oportunidade para se livrar dela.
Mas Nancy foi contaminada pelo contato com o alienígena e de repente cresce de tamanho. E parte atrás de Harry como uma monstruosa mulher de quinze metros de altura!

## Elenco
- Allison Hayes.......Nancy Fowler Archer
- William Hudson.......Harry Archer
- Yvette Vickers.......Honey Parker
- Roy Gordon.......Dr. Isaac Cushing
- George Douglas.......Sheriff Dubbitt
- Ken Terrell.......Jess Stout
- Otto Waldis.......Dr. Heinrich Von Loeb
- Eileen Stevens.......Enfermeira
- Michael Ross.......Tony
- Frank Chase.......Charlie

## Remakes e sequências
- O produtor Jacques Marquette contou que uma sequência chegou a ser escrita, mas o filme nunca foi produzido.[4]
- Em meados dos anos de 1980, o cineasta Jim Wynorksi pretendia refilmar a história de 1958 com Sybil Danning no papel da protagonista.[5]  Wynorski chegou a tira fotos de Danning vestida como a mulher de quinze metros de altura[6] mas, novamente, o projeto não foi materializado e Wynorksi acabou por optar pelo remake de Not Of This Earth em 1988.[7]
- Em 1993 a HBO finalmente lançou a refilmagem Attack of the 50 Ft. Woman, dirigida por Christopher Guest com Daryl Hannah como protagonista.
- Em 1995, Fred Olen Ray produziu a paródia Attack of the 60 Foot Centerfold, com J. J. North e Tammy Parks.